# Italochrysa oberthuri
Italochrysa oberthuri är en insektsart som först beskrevs av Navás 1908.  Italochrysa oberthuri ingår i släktet Italochrysa och familjen guldögonsländor. Inga underarter finns listade i Catalogue of Life.